# Regeringskonferens

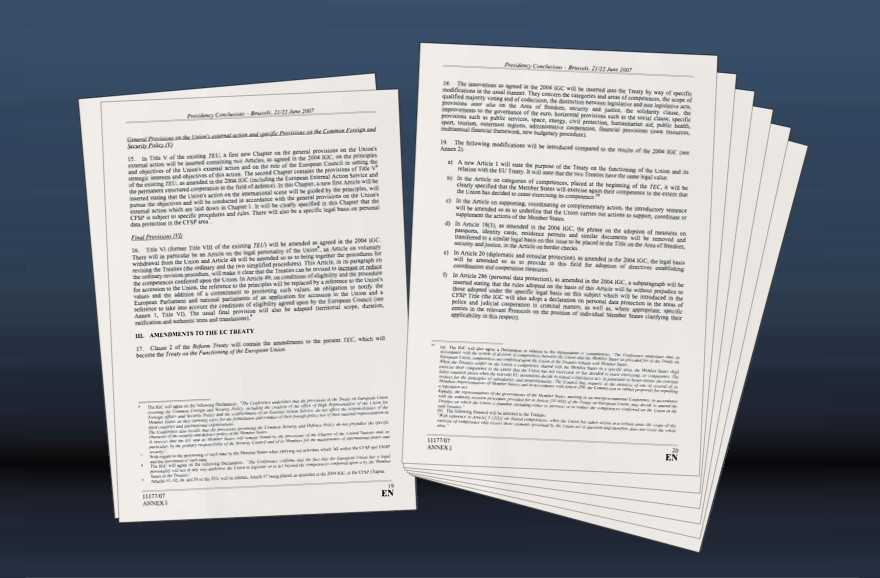
Rådets mandat för den konferens som utarbetade Lissabonfördraget.

En regeringskonferens är en konferens som sammankallas i samband med fördragsändringar inom Europeiska unionen. Konferensen består av företrädare för de nationella regeringarna och har till uppgift att i samförstånd nå enighet om vilka fördragsändringar som ska antas.
Regeringskonferensen kan föregås av ett konvent, som bereder de föreslagna fördragsändringarna grundligt och utarbetar en rekommendation till konferensen om vilka ändringar som bör antas. Efter att konventet har antagit sin rekommendation sammankallas regeringskonferensen av ordförandeskapet i Europeiska unionens råd. Konferensen går igenom detaljerna i konventets rekommendation och förhandlar om de frågor där regeringarnas företrädare inte är överens. Regeringskonferensen antar fördragsändringarna med enhällighet. Dess arbete avslutas med ett sammanträde i Europeiska rådet, där eventuella kvarstående förhandlingsfrågor avgörs och enighet nås om fördragsändringarna. Därefter översätts de föreslagna fördragsändringarna till unionens officiella språk och granskas av juristlingvister. Slutligen undertecknar stats- eller regeringscheferna i Europeiska rådet den officiella fördragstexten.
Om de föreslagna fördragsändringarna är begränsade kan Europeiska rådet med enkel majoritet efter godkännande av Europaparlamentet besluta att inget konvent ska sammankallas, utan att regeringskonferensens mandat istället ska fastställas av Europeiska rådet. Om fördragsändringarna dessutom är begränsade till unionens inre politik och inte utökar unionens befogenheter, kan Europeiska rådet med enhällighet direkt anta fördragsändringarna efter samråd med Europaparlamentet, kommissionen och, om förslaget rör institutionella ändringar på det monetära området, Europeiska centralbanken, utan att varken något konvent eller någon regeringskonferens sammankallas.
I samtliga av dessa fall måste de antagna fördragsändringarna ratificeras av alla medlemsstater i enlighet med deras respektive konstitutionella bestämmelser innan de kan träda i kraft. Genom Lissabonfördraget infördes övergångsklausuler som gör det möjligt för Europeiska rådet att i vissa specifika fall ändra fördragen utan att fördragsändringarna måste ratificeras av medlemsstaterna.